# Recuva
Recuva是一個由Piriform開發的免費數據恢復軟件，能夠在Microsoft Windows執行。該軟體能夠恢復被「永久」刪除以及被作業系統標示為可用空間的檔案。此外，亦能夠恢復在快閃裝置、記憶卡或MP3播放器中被刪除的檔案。支援的檔案系統有FAT12、FAT16、FAT32、exFAT、NTFS、NTFS5、NTFS、EFS、ext2、ext3、ext4。

## 參看
- CCleaner──Piriform開發的清理系統垃圾軟體（網站（页面存档备份，存于））
- Defraggler──Piriform開發的磁碟重組軟體（網站（页面存档备份，存于））
- Speccy──Piriform開發的系統硬件資訊偵測軟體（網站（页面存档备份，存于））

## 同类软件
- Wise Data Recovery
- DiskGenius
- Wondershare Recoverit （页面存档备份，存于）

## 外部連結
- Recuva（页面存档备份，存于）